# کلود پیرون
کلود پیرون (به فرانسوی: Claude Piron)،(زادهٔ ۲۶ فوریه ۱۹۳۱ در شهر نمور بلژیک — درگذشتهٔ ۲۲ ژانویه ۲۰۰۸ در شهر گلان سوئیس) که در دنیای اسپرانتو خود را کلاودیو (به اسپرانتو: Klaŭdjo) می‌نامید، و از نام‌های مستعار یوهان والانو (به اسپرانتو: Johán Valano) و یوهان بالانو (به اسپرانتو: Johán Balano) نیز برای نگاشتن برخی از رمان‌ها و نوول‌های خود استفاده می‌کرد، اسپرانتودان سوئیسی، زبان‌شناس، روان‌شناس و روان‌کاو، نویسندهٔ اسپرانتیست، مترجم هم‌زمان در سازمان ملل متحد از زبان‌های چینی، انگلیسی، روسی و اسپانیایی به زبان فرانسوی (از سال ۱۹۵۶ تا سال ۱۹۶۱)، و کارشناس بین‌المللی سازمان جهانی بهداشت بود.

## عضویت‌ها
پروفسور پیرون، ازجمله، عضو آکادمی اسپرانتو، عضو افتخاری سازمان جهانی اسپرانتو، و عضو انجمن نویسندگان اسپرانتوزبان بود.

## کار حرفه‌ای
پیرون پس از همکاری ۶سالهٔ خود با سازمان ملل متحد، برای سازمان جهانی بهداشت در سراسر جهان کار کرد و آثار فراوانی به زبان فراساخته‌ی اسپرانتو نگاشت. وی در طول مسافرت‌های کاری خود از زبان اسپرانتو در بسیاری از کشورهای دنیا استفاده کرد، ازجمله: ژاپن، چین، ازبکستان، قزاقستان، و تعدادی از کشورهای آفریقا و آمریکای لاتین، و تقریباً تمامی کشورهای اروپائی.

## تدریس در دانشگاه‌ها
پروفسور پیرون، که روان‌شناس و روان‌کاو نیز بود، از سال ۱۹۷۳ تا سال ۱۹۹۴ در دانشکدهٔ روان‌شناسی دانشگاه ژنو (سوئیس) مشغول تدریس بود.
پروفسور پیرون در دانشگاه ایالتی سان‌فرانسیسکو به تدریس زبان اسپرانتو نیز پرداخت. 

## آثار پروفسور پیرون
اثر مشهور پروفسور پیرون، تحت عنوان چالش زبانی - از هرج‌ومرج به سوی خرد سالم (به فرانسوی: Le Défi des langues - Du Gâchis au bon sens) (انتشارات لارماتان، پاریس، ۱۹۹۴)، در واقع نوعی روان‌کاوی علمی در ارتباط با ارتباطات بین‌المللی است. ترجمهٔ پرتغالی این کتاب (به پرتغالی: O desafio das linguas) در سال ۲۰۰۲ منتشر گردید - نشر پونتس (به پرتغالی: Pontes)، کمپیناس.
طیف آثار پروفسور پیرون بسیار وسیع است و ژانرهائی مانند رمان، نوول، شعر، علمی، آموزشی، و … را شامل می‌شود. آز آثار مشهور او می‌توان از گردا ناپدید شد که رمانی کوتاه برای آموزش زبان اسپرانتو است، و زبان خوب که در مورد ابعاد گوناگون زبان اسپرانتو است، نام برد. در این کتاب، پیرون ازجمله به ابعاد بنیادین زبانشناختی و اجتماعی زبان اسپرانتو می‌پردازد. تز پیرون در این اثر مشهور، این است که زبان اسپرانتو نسبت به زبان‌های ملی موجود بسیار آسان‌تر است، زیرا منطبق با اصول بنیادی ذهن انسان در ارتیاط با زبان‌آموزی است - به‌ویژه گرایش ذهن انسان به تعمیم دادن اَشکال و قواعد گرامری. وی در این کتاب بر روی قدرت واژه‌سازی اسپرانتو بر اساس سازوکار پیوندی بودن آن نیز تکیهٔ فراوانی کرده‌است: ویژگی‌ای که سبب می‌شود در زبان اسپرانتو، شخص فراگیرنده با یادگیری تعداد محدودی ریشه‌ی‌کلمه، پایانه و آوند (پیشوند و پسوند) قادر به ساختن واژگان فراوانی شود که نیازی به از برکردن آن‌ها و معانی‌شان ندارد - چراکه معنی آن‌ها برابر است با معنی کل اجزای به‌کاررفته در ساخت آن‌ها.
رمان‌های پروفسور پیرون، که اکثراً با نام‌های مستعار او، یوهان والانو (به اسپرانتو: Johán Valano) و یوهان بالانو (به اسپرانتو: Johán Balano) منتشر گردیده‌است، از اصل زبان اسپرانتو به زبان‌های گوناگون زیادی در دنیا ترجمه و منتشر شده‌اند. در این‌جا فهرست کوتاهی از آثار فراوان پروفسور پیرون آورده می‌شود:
- شخصیت چگونه خود را ساختار می‌بخشد (به اسپرانتو: Kiel personeco sin strukturas)، ۱۹۸۷
- واکنش‌های روانشناختی به اسپرانتو (به اسپرانتو: Psikologiaj reagoj al Esperanto)، ۱۹۸۸
- حقیقی یا فانتزی (به اسپرانتو: Vere aŭ fantazie)، ۱۹۸۹
- زبان خوب (به اسپرانتو: La bona lingvo)، ۱۹۹۷ (ویرایش دوم)
- اسپرانتو از دیدگاه مؤلف (به اسپرانتو: Esperanto el la vidpunkto de verkisto)، ۱۹۹۲
- زندگی کردن حیرت کردن است (به اسپرانتو: Vivi estas miri)، ۱۹۹۵
- به آن‌سو (به اسپرانتو: Tien)، ۱۹۹۷

پیرون تصنیف‌های زیادی را نیز از زبان‌های گوناگون به زبان اسپرانتو ترجمه کرده‌است، و در برخی موارد/مواقع به اجرای آن‌ها با همراهی گیتاری که می‌نواخت، مبادرت می‌ورزید.